# Tinerhir
Oáza Tinerhir (Tinghrir Oasis ) se nachází v oblasti jižního Maroka, jižně od nejvyššího pohoří země, Vysokého Atlasu. Oáza se táhne vyschlým vádím v délce 48 kilometrů, šířka je však jen 500 až 1500 metrů. Oázu obývá asi 80 tisíc obyvatel, kterým se říká Amazighové, a kteří se živí zemědělstvím a obchodem. Střediskem oázy je stenojmenné městečko Tinerhir, s počtem obyvatel přes 30 tisíc. Součásti této oázy je také pozoruhodná soutěska Todra, kterou protéká stejnojmenná řeka.